# Estadio San Jorge
El Estadio Municipal San Jorge es un recinto deportivo, principalmente usado para partidos de fútbol. Es el estadio local del Social Sol de la Liga de Ascenso de Honduras.